# しじみ (女優)
しじみ（1983年10月6日）は日本の役者・女優。2008年から映画・舞台を中心に活動。フリーで活動している。
身長：157cm。スリーサイズ：B83cm,W60cm,H88cm。シューズ：S23cm。
「じじみ」と名を間違えて表記されることがあるが、「しじみ」が正しい。

## 経歴
島根県出身。2008年、故郷の名産品であるしじみと命名し役者として、映画やVシネマに出演するようになる。同年に主演した『うたかたの日々』が2010年の第22回ピンク大賞・作品ベストテン第1位を受賞。梅田日活で本人ゲストの特集上映が行われた。
AV女優たちへのインタビューをもとに作られたノンフィクション本をもとに作られた『名前のない女たち』が2010年映画化された際、宣伝アドバイザーを務めた。
2011年に主演した映画『終わってる』では、漫画家の小林よしのりが「しじみさんの演技は抑えて乾いた表現が見事だった」と評価した。
その後一旦芸能界を引退し、故郷である島根県に戻ったものの、2016年1月に芸能活動を再開した。
2025年4月配信のドラマ『キカタン』では経歴を生かし、脚本協力として参加。自身も出演している。

## 出演

### 映画
2008年
- 嫁またぎ、婿はさみ 島に伝わる淫らな性儀(刑事プリ男監督 2009年1月、PerfectChoice) - ユメカ役
- 「新任女教師 劇場版」監督:廣田幹夫（2008年2月21日、ティーエムシー） - 成美 役[5]
- 「ゆっくりしてけよフェアリーテール」監督:中村公彦（2008年4月4日、第8回おかしな監督映画祭） - フェアリーテール/桃子 役[6]

2009年
- 「ララピポ」監督:宮野雅之（2009年2月7日、日活） - AV女優 役
- 「実写版 18倫」監督:城定秀夫（2009年4月17日、ティーエムシー） - 美波留 役[7][8]
- 「静かなるドン 新章」監督:城定秀夫（2009年9月5日、クロックワークス） - ホステス 役
- 「ルナの子供 美月の物語」監督:鈴木章浩（2009年11月7日、銀影社） - イチゴ 役[9]
- 「壺姫ソープ ぬる肌で裏責め」監督:加藤義一（2009年11月20日、オーピー映画） - 三原知美 役[※ 1]
- 「ヘクトパスカル 疼く女」監督:亀井亨（2009年12月15日、杜方・渋谷シアターTSUTAYA） - キヨミ 役[※ 2]
- 「カルトムービー」監督:さそり（自主制作映画・2009年8月26日、高円寺円盤） - しじみ 役
- 「不倫旅行 恥悦ぬき昇天」監督:友松直之（2009年12月25日、オーピー映画） -  サオリ 役[13]

2010年
- 「熟女訪問販売 和服みだれ濡れ」監督:加藤義一（2010年4月16日、オーピー映画） - 丸尾理恵 役[14]
- 「最後のラブドール 私、大人のオモチャ止めました。」監督:友松直之（2010年4月28日、エクセスフィルム） - 主婦 役[15]
- 「移り気若妻の熱い舌技」監督:友松直之（2010年5月14日、オーピー映画） - サオリ 役[16]
- 「男女物語」監督:さそり（自主制作映画・2010年6月2日、高円寺円盤） - サマンサ 役
- 「濡義母 もう、やめて…」監督:京谷唯志（2010年9月17日、GPミュージアム）
- 青空のゆくえ (蘭太郎監督 2010年,自主制作) - 母親役
- 「多感な制服 むっちり潤い肌」監督:加藤義一（2010年8月4日、オーピー映画） - テンコ 役[※ 3]
- 「美脚教師 開いて悶絶」監督:友松直之（2010年9月17日、オーピー映画） - 小山沙織 役[19]
- エッチエッチワールド (さそり監督 2010年,自主制作) - 千秋役
- 未来から来た娘 (2010年,福島芳樹監督,自主制作) - 中川理江役
- ザ・ガール＆ガールズ (若山騎一郎監督 2010年,若山企画) - 有紀役

2011年
- 「路地裏のコッペリウス」監督:かわさきひろゆき（2011年2月5日、オカシネマ=プチルピリエ）- ホームレス/おきく 役[※ 4]
- 「平凡カブト」監督:石崎泰士（2011年2月25日、日本映画学校第23回卒業制作上映会・日本映画学校卒業制作） - 森の女 役
- 青春Hシリーズ「終わってる」監督:今泉力哉（2011年3月5日、アートポート） - 川瀬まき 役[21]
- 「人妻旅行 しっとり乱れ貝」監督:渡邊元嗣（2011年3月18日、オーピー映画） - 小宮類 役[22]
- 「家庭教師と未亡人義母～まさぐり狂宴～」監督:加藤義一（2011年4月22日、オーピー映画） - 女子高生 JKS69 役[23]
- 青春Hセカンドシーズン「超・悪人」監督:白石晃士（2011年5月14日、アートポート） - 山咲美和 役[24]
- 「新婚の寝室 身悶え飼育」監督:吉行由実（2011年7月22日、オーピー映画） - 坂井奈々 役[25]
- 「ヘルドライバー」監督:西村喜廣（2011年7月23日、日活） - トカゲ女ゾンビ 役
- 「艶剣客２〜くノ一色洗脳〜」監督:藤原健一（2011年8月5日、竹書房） - 椿（美緒） 役[26]
- 我、木石にあらず　梨花役（片岡修二監督　2011年、GPミュージアム／メディア・ワークス） - 亜弓役
- 牛眼　（野田拓真監督　2011年、自主制作） - カオル 役
- Dark Knight of Dead （太田博監督　2011年、西村映造） - しじみ 役
- 「いんらん千一夜 恍惚のよがり」監督:竹洞哲也（2011年9月23日、オーピー映画） - 相楽晴海 役[27]
- 青春Hセカンドシーズン「半分処女とゼロ男」監督：佐藤佐吉（2011年10月1日、アートポート） -  楢崎陽子 役[28]
- 友よ…我が屍を越えて（辻裕之監督　2011年、GPミュージアム） - 清美役
- 変わらぬままで（若山騎一郎監督　2011年、若山企画） - 美幸役
- 「女囚701号 さそり外伝」監督:藤原健一（2011年10月7日、新東宝映画） - 典子 役[29]
- 「OL適齢期 おしゃぶり同棲中」監督:加藤義一（2011年11月4日、オーピー映画） - 藤井亜美 役[30]
- 「エッチ指南 はだける赤襦袢」監督:渡邊元嗣（2011年12月23日、オーピー映画） - 加藤麻美 役[31]

2012年
- 「どスケベ検査 ナース爆乳責め」監督:加藤義一（2012年2月10日、オーピー映画） - 山本マイケルマイヤース久美子 役[32]
- 「ぼくのセックス」監督:山口幸彦（2012年2月23日、ゆうばり国際ファンタスティック映画祭2012-ゆうばりチョイス：ホラー秘宝） - 女子大生・奈美 役
- 「TOKYO BEAT MOVIES」（新宿編）監督:中村英児（2012年12月8日、Garage） - リンムーダン 役[※ 5]
- ギャングスターの娘　（山鹿孝起監督　2012年、GPミュージアム） - 医者役
- コードネーム008　（山鹿孝起監督　2012年、GPミュージアム） - スジョン役

2013年
- 「クソすばらしいこの世界」監督:朝倉加葉子（2013年6月8日、ブラウニー） - ヒロノ 役[34]
- 「あゆみ」監督:森麻紀（2013年8月30日、福岡インディペンデント映画祭2013奨励賞） - 坂口あゆみ 役

2016年
- 「被写界深度」監督:穐山茉由（2016年3月25日、阿佐ヶ谷よるのひるね）
- 「既読スルー」監督:堀井彩（2016年8月21日、渋谷ユーロライブ） - かすみ 役[35][36]
- 「軽やかなステップ」監督:堀井彩（2016年8月21日、渋谷ユーロライブ） - かすみ 役[35][36]
- 「ココヤシ」監督:酒徳ごうわく（2016年11月6日、渋谷国際映画祭・渋谷ユーロライブ）
- 「BITCH」監督:堀井彩（2016年12月4日、渋谷ユーロライブ） - 多菜子 役[37][38]
- 人間山脈(2016年、酒井要監督) -  女子高生役
- 「侵略する発狂」監督:佐々木浩久（2016年12月17日、キネカ大森）
- 「弱腰OL 控えめな腰使い」監督:竹洞哲也（2016年12月16日公開、OP PICTURES) -  原日出美 役[※ 6]
- 「痴漢電車 マン淫夢ごこち」監督:城定秀夫（2016年12月30日、OP PICTURES） - 女ヤンキー職員 役[※ 7]

2017年
- 「サークルゲーム」監督:堀井彩（2017年1月22日、渋谷ユーロライブ） - 池田恭子 役[43]
- 「Groovy」監督:吉川鮎（2017年8月13日、MOOSIC LAB 2017｜ケイズシネマ）[44]
- 「方舟の女たち」監督:城定秀夫（2017年、OP PICTURES） - 女ヤンキー職員 役[※ 8]
- 「初恋とナポリタン」監督:竹洞哲也（2017年、OP PICTURES） - 原 日出美 役[※ 9]
- 「股間の純真 ポロリとつながる」監督:吉行由実（2017年4月21日、オーピー映画） - 愛子 役[46]
- 「ハミ尻ダンプ姐さん キンタマ汁、積荷違反」監督:清水大敬（2017年6月9日、オーピー映画） - 博子 役[47]
- 「絶倫謝肉祭 奥まで突いて!」監督:佐々木浩久（2017年11月10日、OP PICTURES） - 高坂瑞希 役[※ 10]
- 「ウルフなシッシー」監督:大野大輔（2017年11月25日、第18回TAMA NEW WAVE グランプリ、ベスト男優賞、ベスト女優賞受賞、2018年9月15日～28日、楽しい時代＝モクカ） - 女優役[50]

2018年
- 「LADY NINJA 青い影」監督：藤原健一（2018年1月20日、渋谷プロダクション）[51]
- 「おっとり姉さん 恥骨で誘う」監督：竹洞哲也（2018年2月9日、OP PICTURES）[48][52] - 遠藤里奈役
  - 「遠藤家遺産戦争」監督：竹洞哲也（2018年8月25日、OP PICTURES）[※ 11]
- 「スモーキング・エイリアンズ 」監督:中村公彦（2018年3月・ゆうばりファンタスティック映画祭2018 チョイス部門、2018年12月25日・一般公開、リアリーライクフィルムズ） - 長峰 岬 役[53]
- 「シザーチンP」監督：友松直之（2018年4月7日、東京電撃映画祭、2018年） -  女狐鉄子 役
- 「トイレの神様・新約」、監督：土井省吾監督（2018年5月、第8回うんこ映画祭 大阪編最優秀作品） - トイレの神様 役
- 「白衣の妹 無防備なお尻」監督:加藤義一（2018年6月15日、OP PICTURES） - 島崎良絵 役[54]
- 「歌ってみた 恋してみた」監督：西荻ミナミ監督（2018年7月16日・カナザワ映画祭、2019年7月6日・一般公開・アルミード） - ゆりか 役[55][56]
- 「静かな日常」監督：夏目大一朗（2018年7月16日、カナザワ映画祭2018 出演俳優賞） - 大島美幸 役[57]
- 「ふたりのおとこ」監督：森田涼介（自主制作映画 2018年8月3日、■the face 品田誠特集上映） - 青年Kの彼女I 役[35][58]
- 「灰色」監督:山口通平（2018年8月25日、3510屋映画上映会） - クロ 役
- 「情欲怪談　呪いの赤襦袢」監督:佐々木浩久（2018年8月3日、OP PICTURES） - お吉 役[48][59]
  - 「怪談 呪いの赤襦袢」監督：佐々木浩久（2018年8月26日、OP PICTURES、上野オークラ舞台挨拶）[※ 12]
- 「絶倫謝肉祭」監督：佐々木浩久（2018年8月25日、OP PICTURES）[※ 13]
- 「アブノーマルファミリー 新妻なぶり」監督：山内大輔（2018年11月16日、オーピー映画） - 井上和子 役[60]
- 「スナックあけみ 濡れた後には福来たる」監督:山内大輔（2018年12月14日、OP PICTURES） - 赤いワンピースの女 役[※ 14]
- 「ANOMALY」監督：夏目大一朗（公開日時未定）

2019年
- 「痴漢電車　食い込み夢マッチ」（2019年1月1日、OP PICTURES） - 大山銀子 役[63]
- 「LOVE CRAFT ～愛の技～」監督：加藤義一（2019年1月5日、上野オークラ舞台挨拶） - 大山銀子 役
- 「アイアンガール FINAL WARS」監督:藤原健一（2019年2月16日、渋谷プロダクション）[64]
- 「されど青春の端くれ」監督：森田和樹（自主制作映画・2019年3月7日、ゆうばり映画祭2019） - 三田先生 役[65][66]
- 「お花を摘みに」監督：篠原三太朗（2019年予定、鉄ドン上映予定) - のぞみ 役[67]
- 「TＯMＡTＯＥS（トマト）」監督:望月元気（自主制作映画・2019年6月1日、阿佐ヶ谷ロフトA） - 新聞記者 役[※ 15]
  - 短編作品「TOMATOES(トマト)」監督:望月元気（2016年11月5日公開、YouTube） - 新聞記者 役
- 「お花を摘みに」監督：篠原三太朗（2019年予定、鉄ドン上映予定) - のぞみ 役[70]
- 「好色男女 セックスの季節」監督:佐々木浩久（2019年6月21日、OP PICTURES） - 女優S 役[71]
  - 「セックスの季節」監督:佐々木浩久（2019年8月24日、OP PICTURES） - 女優S 役[※ 16]
- 「性感治療 股ぐらの処方箋」監督:佐々木浩久 （2019年7月5日、OP PICTURES） - 吉ちゃん 役[73]
  - 「劇場版・悦楽クリニック! 凛子の淫らな冒険」監督:佐々木浩久（2019年8月29日、OP PICTURES） - 吉ちゃん 役[※ 17]
- 「横須賀奇譚」監督:大塚信一（2019年7月14日、カナザワ映画祭2019）[75][76]
- 「スナックあけみ」監督:山内大輔（2018年8月23日、OP PICTURES） - 赤いワンピースの女 役[※ 18]
- 「百鬼千霊」監督：望月元気（自主映画）-雪女役
- 「はらわたマン」監督:中元雄（2019年10月5日、池袋シネマ・ロサ[77][78]）[※ 19]
- 「童貞幽霊 あの世の果てでイキまくれ!」監督:塩出太志（2019年11月15日、OP PICTURES）‐ 香織(幽霊) 役[81]
- 「ドスえもん」監督:金本真吾（2019年12月7〜8日、海道力也映画祭にて上映、一三シアターセブン）- 処女香 役
- 「NyAMDAKKE」監督:川原康臣（2019年12月13、16日、池袋シネマ・ロサ）- 森崎あすま 役
- 「組」監督:杉浦シロ（大正大学 2019年度卒業制作）- 乞食 役

2020年
- 「女ざかり白く白く濡れた太股」監督：小川欽也（2020年6月19日）- 佳代 役
- 揉めよドラゴン 爆乳乱れ咲き（2020年8月28日、オーピー映画）- 走る変態少女お吉子 役[82]
  - 揉めよドラゴン 爆乳死亡遊戯（2020年、オーピー映画）- 走る変態少女お吉子 役[83]
- 「恋の墓」（2020年9月25日）監督: 鳴瀬聖人
- 花と沼（2020年、オーピー映画）[84]
- ギャル番外地2 またシメさせてもらいます（2020年10月23日、オーピー映画）[85]
- 銀河の裏筋 性なる侵乳!（2021年1月15日、オーピー映画）[86]
- 恋愛相談 おクチにできないお年頃（2021年3月26日、オーピー映画）
- ぞっこんヒールズ ぬるりと解決（2021年8月27日公開予定、オーピー映画）[87]
- 大性獣 恥丘最大の絶頂（2022年6月3日、オーピー映画）
- 誘惑つとめ口 名器のおしごと（2023年9月8日、オーピー映画）[88] - 監督:渡邊元哉、共演:真矢みつき、富岡ありさ、及川大智、小滝正大
- 背徳天女 光と闇の腰あそび（2023年3月15日、オーピー映画）
- 人妻の指運動 濃厚お胸体験（2025年4月4日、オーピー映画）

公開日未定
- 「クレマチスの窓辺」監督:永岡俊幸
- 「レッツ・イーツ・クリームパイ♡」監督:死の原惨太郎　- あさり 役
- 「オワイノヒトガタ」監督:死の原惨太郎 - 日高花香 役
- 「やり切れない」監督:フランキー岡村 - 佐々木千春 役

### オリジナルビデオ
2008年
- 「お天気キャスター☆アイちゃん」監督:田村孝之（2008年6月28日、リップスウィート） - 堀西真希役
- 「どれいちゃんとごしゅじんさまくん」監督:城定秀夫（2008年7月18日、エースデュースエンタテインメント) - どれいちゃん 役
- 「蒼空」監督:城定秀夫（2008年9月22日、ティーエムシー） - ホステス 役
- 「秘書課ドロップ~秘密の花園、第二秘書課」監督:廣田幹夫（2008年10月24日、竹書房） - 杉崎瑠奈 役[89]
- 「秘書課ドロップ~美しき愛の砦」監督:廣田幹夫 (2008年11月21日、竹書房) - 杉崎瑠奈 役[89]
- 「禁義妹」監督:城定秀夫（2008年11月25日、GPミュージアムソフト） - 朝比奈伶 役

2009年
- 「驚愕！リアルドラマSP 本当にあったエロい話」監督:城定秀夫（2009年3月20日、エースデュース） - CASE3『女子大生・麗華の性』 麗華 役
- 「水谷ケイの平成未亡人下宿 お部屋貸します」監督:榎本敏郎（2009年4月3日、レジェンド・ピクチャーズ）
- 「堕ちてゆく人妻 濡れ過ぎる痴態」監督:田尻裕司（2009年5月7日、レジェンド・ピクチャーズ）
- 「熟女(秘)団地妻」監督:田村孝之（2009年6月3日、彩プロ)
- 「叔母のススメ」監督:蒲原生人（2009年9月11日、JVD） - 美奈 役
- 「ヤンキー女子高生2 神奈川最強伝説」監督:野尻克己（2009年10月25日、GPミュージアム） - 香澄 役
- 「妖女伝説セイレーンXX~魔性の欲望~」監督:岡元太（2009年12月4日、竹書房） - 敦子 役[90]

2010年
- 「18倫 アイドルを探せ!」監督:城定秀夫（2010年2月5日、ティーエムシー） - 桜子 役[※ 20][92]
- 「狂った果熟」監督: 不忍チロー（ 2010年、SODクリエイト) -  マミ役
- 「デコトラ・ギャル奈美 〜爆走!夜露死苦編〜」監督:城定秀夫（2010年4月16日、GPミュージアムソフト） - ユウカ 役
- 「賭博英雄伝カゲジ 人生逆転デス・ゲーム」監督:奥渉（2010年5月5日、シネマファスト） - 浜崎洋子 役
- 「エロ怖い怪談 第壱之怪 イグアナ女」監督:友松直之（2010年6月16日、アース・スターエンターテイメント） - 小山内沙織 役
- 「エロ怖い怪談 第弐之怪 ポルターガイスト」監督:友松直之（2010年7月16日、アース・スターエンターテイメント） - サオリ 役
- 「人妻熟女秘劇場 淫らな秘め事…」監督:蒲原生人（2010年8月6日、竹書房) - 美穂 役（第3章 ねじれた車軸）
- 「サイボーグ0.001％WOMAN mission_01」監督:高氏源治（2010年8月27日、禅ピクチャーズ） -  03 役
- 「サイボーグ0.001％WOMAN mission_02」監督:高氏源治（2010年9月10日、禅ピクチャーズ） - 03 役
- 「パラノーマルフェノミナン2」監督:村上賢司（2010年9月3日、クリエイティブアクザ） - しじみ役
- 「メイドロイド VS ホストロイド軍団」監督:友松直之（2010年9月3日、TMC） - 主婦 役[※ 21]
- 「つぼみ斬魔剣 宿命の生娘剣士」監督:荒木憲司（2010年11月3日、ティーエムシー/アルバトロス） - わかば 役
- 「芸能人羽田あい 女教師凌辱レイプ」監督:不忍シロー（2010年12月23日、SODクリエイト） - 持田真弓 役
- 「くノ一関ヶ原」監督:かわさきひろゆき（2010年12月24日、 マクザム) - 青波 役

2011年
- 「隣の人妻 覗く男」監督: 片岡修二（2011年2月4日、レジェンド・ピクチャーズ） - 安達有香 役
- 「事件〜罠にはまる女たち」監督:山鹿孝起（2010年2月18日、GPミュージアムソフト） - ナオミ 役
- 「殺し屋サチ」監督:山鹿孝起（2010年3月18日、GPミュージアム） - ユリ 役
- 「ラブ＆ドール」監督:城定秀夫（2011年5月3日、アルバトロス） - キクエ 役
- 「テキ屋ガールズ」監督:金沢勇大（2011年5月20日、GPミュージアムソフト） - 舎弟のくるみ 役
- 「ハイパーセクシーヒロインNEXT お嬢様戦士レイン」監督:高氏源治（2011年6月10日、禅ピクチャーズ） - マリ 役
- 「女子高生特務捜査官 ナギ＆サヤ」監督:高氏源治（2011年7月22日、禅ピクチャーズ）
- 「ダンプガール☆絵莉香」監督:藤原健一（2011年7月22日、GPミュージアムソフト） - 白井夏子 役
- 「かわいい妹 義兄に抱かれて」監督:田尻裕司 (2011年8月5日、レジェンド・ピクチャーズ) - 春美 役
- 「少女時代 ヤンキーがゆく」監督:金澤克次（2011年8月19日、オールイン エンタテインメント） - アン 役
- 「耳なし芳一 怨凌姫」監督:かわさきひろゆき（2011年9月2日、アルバトロス） - 芳一の母 役
- 「ハイパーセクシーヒロインNEXT GBガール 明日香」監督:高氏源治（2011年9月9日、禅ピクチャーズ） - 寧寧 役
- 「羅生門 鬼畜のまぐあい」監督:かわさきひろゆき（2011年10月5日、アルバトロス） - まつ役
- 「グラドルヒロイン絶体絶命!!美少女仮面エクレール」監督:高氏源治（2011年10月14日、禅ピクチャーズ） -  モーヴェル 役
- 「ハイパーセクシーヒロインNEXT アレイシア・ザ・ジャスティスガール」監督:高氏源治（2011年11月25日、禅ピクチャーズ） - 加山美佳 役
- 「首領(ドン)の道」監督:辻裕之（2011年12月16日、オールイン エンタテインメント・スターコーポレーション21） - まゆみ役
- 「忍者特捜ジャスティーウィンドNEO ゲルゲッソーノ巻」監督:高氏源治（2011年12月23日、禅ピクチャーズ） - 梨花 役
- 「新・まむしの兄弟 実録・岡中総業始末記」監督:辻裕之（2011年、GPミュージアム／メディア・ワークス）
- 「艶密くノ一伝 ～葉月篇～」監督:山鹿孝行（2011年12月16日、オールイン エンタテインメント） - りつ 役

2012年
- 「艶密くノ一伝 ～楓篇～」監督:山鹿孝行（2012年1月20日、オールイン エンタテインメント） - りつ 役
- 「万引きGメンは見た！」監督:山鹿孝起（2012年3月16日、GPミュージアム/メディア・ワークス） -  水町美子役
- 「抗争の黙示録」監督:片岡修司（2012年3月16日、オールイン エンタテインメント・スターコーポレーション21） - 梨香役
- 「ジュニアアイドルヒロイン キューティーリベリオン」監督:高氏源治（2012年3月23日、禅ピクチャーズ） - 早見麗子役
- 「THE 衝撃映像」（2012年4月6日、AMMO98） - アシスタント 役
- 「背徳のトライアングル」監督:取奈十列（2012年4月6日、グラッソ）
- 「デコトラ★ギャル麻里」監督:城定秀夫（2012年4月20日、オールイン エンタテインメント） - 京子役
- 「女囚監獄 case 真理亜」監督:石川二郎（2012年10月19日、オールイン エンタテインメント） - リリー 役
- 「女子高生暴力教室」監督:小南敏也（2012年12月5日レンタル開始 2013年6月5日、クロックワークス） - 鶏冠のユミ 役
- 「女子高生暴力教室 牝蜂の復讐」監督:小南敏也（2012年12月28日レンタル開始 2013年6月5日、クロックワークス） - 鶏冠のユミ 役
- 「ヤンキーアイドル」監督:城定秀夫（2012年12月21日、オールイン エンタテインメント） - ヨーコ 役

2013年
- 「赤と鉄～再生倶楽部（RE-BORN CLUB）～」監督:佃謙介（2013年1月20日、オールイン エンタテインメント） - 直美 役
- 「ブラックフェイス」監督:山鹿孝起（2013年1月18日、オールイン エンタテインメント）
- 「ブラックフェイス 2」監督:山鹿孝起（2013年2月15日、オールイン エンタテインメント）
- シリーズ エロいい話「エスパー★マミコ」監督:城定秀夫（2013年3月2日、クロックワークス） - 美衣子 役
- 「ケイコ先生の優雅な生活」監督:城定秀夫（2013年4月3日、クロックワークス） - マリナ 役
- 「幻想クノイチ忍法帖」監督:渡邊豊（2013年6月19日、MTK） - 若菜 役
- 「SEX and the PACHINKO 2」監督:奥渉（2013年9月20日、ラインコミュニケーションズ）

2015年
- 「美熟女女将とズッポシやれる混浴温泉宿」監督:BOV（2015年7月20日、STAR PARADISE）

2016年
- 「チャージマーメイド～禁じられた力～」監督:宇那月（2016年7月8日、GIGA） - 宇宙人 役[35][94]
- 「恋するヒロイン 奥様は美聖女仮面オーロラ」監督:坂田徹（2016年7月22日、GIGA） - アロガンシア 役[95]
- 「セーラー服退魔捜査官 星風飛鳥～色欲霊魔人を迎撃せよ！～（SUPER HEROINE アクションウォーズ18）」監督:宇那月（2016年7月22日、GIGA） - 教官 役[96]
- 「裁判官ヒロイン ジャッジリア」監督:宇那月（2016年9月9日、GIGA） - コロナス 役[97]
- 「ふたなりレズヒロイン2 - We are ルミナスミーティア」監督:宇那月（2016年11月25日、GIGA） - ヴェネーノ役[98]
- 「修羅の女」監督:貝原クリス亮（2016年12月2日、オールインエンタテインメント） -  前田加奈役[99][100]

2017年
- 「聖炎戦隊バーンレンジャー」監督:宇那月（2017年1月13日、GIGA） - 悪の女幹部カルラ 役[101]
- 「ブラコン！　僕と妹のノゾミ」監督:躰中洋蔵（2017年2月3日、スターボード） -  足立美花役[102]
- 「闇金の女王」監督:江尻大（2017年3月3日、オールインエンタテインメント） -  大須美和役[103]
- 「トライブレイバーVol.03 ヴァーミリア」監督:宇那月（2017年3月10日、GIGA）
- 「スターダスト！メルピュア！ ～星屑になった美少女戦士たち～」監督:宇那月（2017年4月14日、GIGA） - 人間型女戦士ルシフェリア 役[104]
- 「メス猫 キャットピープルの誘惑」監督:遊山直奇（2017年4月27日、オルスタックソフト販売） - 琴美 役[105][106]
- 「GRAY ZONE - グレイ ゾーン」監督:藤原健一（2017年5月5日、コンセプトフィルム）[※ 22]
- 「セーラートゥルーパーズmodern ドミネーション地獄」監督:宇那月（2017年5月12日、GIGA） - イビルマスター 役[108]
- 「女戦闘員VS美少年ヒーロー 集団誘惑責め地獄」監督:宇那月（2017年6月9日、GIGA） - 女戦闘員 役[109]
- 「巨大女怪獣駆逐作戦 ～エレキュアス～」監督:宇那月（2017年6月23日、GIGA）[110]
- 「女闇金 -千鶴- 金にまみれたSEX地獄」監督:山内大輔（2017年7月5日、彩プロ）
- 「新・女戦闘員 ナイロン66」監督:宇那月（2017年7月14日、GIGA） - 女戦闘員 役[111]
- 「ヒロイン討伐Vol.79 スマッシュ！メルピュア ピュアヴァージナル・サーガ」監督:宇那月（2017年7月14日、GIGA）[112]
- 「奴隷ソープに堕とされた女教師13」監督:後手縛り（2017年9月7日、アタッカーズ）
- 「新奴隷捜査官」監督:後手縛り（2017年9月7日、アタッカーズ） - 茜 役
- 「奴隷色の美姉妹」監督:後手縛り（2017年9月7日、アタッカーズ）
- 「新奴隷捜査官2 復讐の弾痕」監督:後手縛り（2017年10月1日、アタッカーズ）
- 「奴隷ソープに堕とされた人妻18」監督:後手縛り（2017年10月1日、アタッカーズ） - 薫 役
- 「新奴隷捜査官 外伝」監督:後手縛り（2017年11月1日、アタッカーズ） - 犯罪捜査官 役
- 「ナマ配信 放送禁止のプライバシー」監督:小鷹裕（2017年11月3日、スターボード）
- 「【G1】美少女戦士セーラーナイツ」監督:宇那月（2017年11月24日、GIGA） - 星川ウララ 役[113]
- 「新奴隷城2」監督:後手縛り（2017年11月25日、アタッカーズ）
- 「奴隷ソープに堕とされた人妻19」監督:後手縛り（2017年11月25日、アタッカーズ） - 曜子 役
- 「奴隷色のステージ37」監督:後手縛り（2017年12月19日、アタッカーズ） - 仁美 役
- 「花電車の女」監督:後手縛り（2017年12月19日、アタッカーズ） - 涼子 役
- 「範田紗々の生死も精子も一点賭け！！究極SEX野球拳」監督:奥渉（2017年12月29日、ネクスタシーEX）

2018年
- 「奴隷ソープに堕とされた人妻20」監督:後手縛り（2018年2月1日、アタッカーズ） - 雪菜 役
- 「新奴隷城3」監督:後手縛り（2018年2月1日、アタッカーズ） - 歩美 役
- 「美人記者の悲劇 姉さん、ごめんね…。」監督:後手縛り（2018年2月5日、アタッカーズ） - 千春 役
- 「新奴隷城4」監督:後手縛り（2018年4月1日、アタッカーズ） - 姉 役
- 「奴隷色のステージ38」監督:後手縛り（2018年4月1日、アタッカーズ） - 仁美 役
- 「新奴隷捜査官3 悲しみの復讐者」監督:後手縛り（2018年4月1日、アタッカーズ）
- 「花電車の女」監督:後手縛り（2018年4月13日、アタッカーズ）
- 「新奴隷城5」監督:後手縛り（2018年4月13日、アタッカーズ）
- 「絶望から幸せを願って」監督:後手縛り（2018年5月7日、アタッカーズ）
- 「新奴隷捜査官4」監督:後手縛り（2018年5月7日、アタッカーズ）
- 「やめて。2～ホラーTVシリーズ～」Episode6 或ル、ウチュウ人　監督：遊山直奇（2018年5月30日、オルスタックソフト）[114]
- 「嬢王夜曲 姉妹キャバ嬢SEX対決」監督：山内大輔（2018年8月、彩プロ） [115][116]
- 「秋吉花音と相澤ゆりなの凄テク絶倫ホストの美女篭絡」監督:山内大輔（2018年8月3日、ネクスタシーEX）
- 「秘本 若妻の甘つゆ 初めての体験 夫婦交換の記録より」監督:九十九究太（2018年8月7日、アタッカーズ）
- 「奴隷色のステージ40」監督:犀秀幸（2018年8月7日、アタッカーズ）
- 「夜王伝説 美女を貪るネオン街の野望」監督：山内大輔（2018年9月、彩プロ） [117][118]
- 「奴隷色のステージ41」監督:犀秀幸（2018年9月7日、アタッカーズ）
- 「女戦闘員ジオール」監督:宇那月（2018年12月28日、GIGA） - 女戦闘員 役[119]

2019年
- 「奴隷色のステージ43」監督:犀秀幸（2019年1月7日、アタッカーズ）
- 「リベンジポルノ PAIN OF LOVE」監督：山内大輔（2019年2月2日、スターボード）[120]
- 「性霊ハンター AKEBI」監督：江戸川風太郎（2019年、エスティーエヌエンタテインメント) - 柿沼玲子役[121]
- 「闇の女手配師　リオ　キャバクラ・ＡＶ・風俗　妖艶美女スカウト」監督:山内大輔（2019年6月4日、彩プロ・竹書房） - 麻美 役[122]

2021年
- 神撃戦隊アストランサー（2021年2月12日、ZENピクチャーズ）- 女幹部クシャトリアス 役
- パパ活 恋愛方程式（2021年5月7日、ハピネット）[123]

2024年
- 堕ちてゆく女（2024年、カワノゴウシ監督）[124]

2025年
- 女戦闘員SEGLA スーパーヒロインアンサンブル! 女戦闘員の赤い罠（2025年6月27日予定、GIGA、監督：宇奈月）

### テレビドラマ
- 「ミッドナイト・ホラーシアター」第6話「血まみれキャンプ」監督:武正晴（2011年2月25日、フジテレビTWO） - めぐみ役
- 「湯けむり美人出会い旅」第2話「三朝温泉 同級生の幸せ」（2018年、V★パラダイス） - 松井知美 役[125]
- 「相棒18」第3話「少女」監督:権野元（2019年10月23日、テレビ朝日）- 島村裕之の恋人・半井瑞穂 役
- 「相棒19」第6話「三文芝居」監督:権野元（2020年11月18日、テレビ朝日）- マヤ 役

### ウェブドラマ
- サイコホラー短編「序章～かるま～」監督：望月元気（2017年4月5日公開、YouTube） - 母（幽霊） 役[126]
- 東京ヴァンパイアホテル 第6話（監督：園子温、2017年6月16日公開、Amazonプライムビデオ）
- ホラー短編「妖怪談少女～学校編～」監督：望月元気（2017年8月10日公開、YouTube） - 結衣陰陽師 役[127]
- サスペンス短編「カルト劇団」監督：望月元気（2017年12月30日公開、YouTube） -  主催 役[128]
- 短編作品「自主規制」監督:望月元気（2018年7月29日公開、YouTube）[129][130]
- 「Gojitaku Teacherオンライン」監督：四柳智 惟　- 保護者役
- 救星戦隊ワクセイバー（2021年7月2日 ‐ 、ギガ特撮チャンネル/YouTube）‐ ヴァルネシア 役
- 夫婦専用シェアハウス ヴィーナス ～3男4女の共同生活～（2021年10月1日、BBB/Production Lenny、全6話）‐ 青木百合子 役
- 怪獣戦隊ジュウカイザー（2022年12月9日 ‐ 12月23日、ギガ特撮チャンネル/YouTube）‐ リポーター/カイジュウの声 役
- カットバースト（2024年8月2日 - 8月23日、GIGA特撮チャンネル）- アシラ役[131]

### 映画吹き替え
- 「ゾンビ・オブ・ザ・デッド 感染病棟（英語版）」監督:エリック・フォースバーグ（2009年11月13日、J.V.D.） - クリスティ吹き替え
- 「ZVC ゾンビVSチアガール」監督: ジョン・フィーバー（2010年3月12日、J.V.D.) -  ポニー吹き替え

### 舞台
2009年
- カミナリフラッシュバックス「無一文」しじみ役(2009年2月、東京・タイニイアリス)

2010年
- カミナリフラッシュバックス「女魂女力其の壱 しじみちゃん」本人役(2010年1月7日～10日、新宿ゴールデン街劇場)

2017年
- ゴキブリコンビナート「法悦肉按摩」（2017年7月1日～3日、東京都小金井市某所）
- 水素74％「ロマンティック♡ラブ」主演（2017年9月28日～10月7日、神奈川・横浜伊勢左木町 THE CAVE）
- 水素74％「テアトロコントvol.24」二人芝居（2017年12月15日～16日、渋谷ユーロライブ）

2018年
- 劇団カジノ・フォーリー旗揚げ公演「神様！私は愛する家族の元に早く帰りたかっただけなんです！」主演（2018年3月30日～4月1日、阿佐ヶ谷アルシェ）
- 演劇ユニット女々「ドブ恋９」ダンゴムシ・チーム（2018年5月23日～27日、下北沢小劇場B1）
- オザワミツグ演劇「わたし、不合格」（2018年10月30日～11月6日、新宿スターフィールド）
- MIYACLE☆THEATER特別公演 三人芝居「脳内家族」（2018年12月12日～14日、ファイト！板橋）
- トリコロールケーキの出会い「金の犬」（2018年12月21日～25日、新宿眼科画廊スペースO)

2019年
- 東葛スポーツ「ほしゅのリゾート」（2019年2月20日～24日、3331アーツ千代田
- オーストラ・マコンドー 安川有果 作・演出「ここにはいない彼女」（2019年4月24日～29日、新宿眼科画廊スペース地下
- 安達健太郎 作・演出「SWEET DAYS」（2019年5月31日～6月2日、リトルトーキョー
- ピーチ「家へ帰れ」（2019年7月19日～20日、しもきた空間リバティ）
- MIYACLE☆THEATER「脳内家族2019」（2019年9月12日〜15日、板橋ファイト！）
- テアトロコントvol.39「川の流れ」「愛のおもみ」（2019年9月27日〜28日、ユーロライブ）
- 水素74%「ロマンティック♡ラブ」（2019年10月4日〜7日、新宿眼科画廊地下スペース）
- トリコロールケーキ「たきび」（2019年10月19日〜20日、NEW TOWN2019 オルギア視聴覚室）
- げんこつ団「パセリ」（2019年11月14日〜18日、駅前劇場）

2020年
- 東京にこにこちゃん「ラストダンスが悲しいのはイヤッッ」（2020年1月16日〜19日、荻窪小劇場）
- トリコロールケーキとくによし組の月9「口付近に傷があるときは禁忌」（2020年1月25日〜26日、シアターウィング）
- 大迫茂生の回 Vol.2「おしとやかな獣」（2020年4月24日〜29日、新宿眼科画廊地下）
- 東京にこにこちゃん「どっきんどっきん・メモリーズ」（2020年6月17日〜21日、荻窪小劇場）

### テレビバラエティ
- 「徹底討論!どうなるニッポンの行方5」（2010年3月26日放送分、TBS）
- 「東京女子アナ商会」（2010年6月〜2011年3月、パラダイステレビ）
- 「Peach-Pit 桃のたね」（MONDO TV）
- 「引退した元ＡＶ女優は生放送でドコまでヤッてくれるのか？」（2016年12月22日、パラダイステレビ）
- 「ザ・ノンフィクション　お母さん、隠しててゴメン」（2018年9月16日放送分、フジテレビ）
- 「家、ついて行ってイイですか?」（2019年7月5日放送分、テレビ東京）

### その他(MV、インターネット放送)
- 「Great World of Sound」(禁断の多数決)
- 「ウィニーガール」(しじみ)
- 「ライトシャワー」(シンクロダイバーズ)
- 「natural」(d-girls)
- 「なんもなく、クリスタル」(太陽肛門スパパーン)
- 「ちゃう」(クリトリック・リス)
- 「浮気輪♡夏♡恋心」(社会ノ窓)
- ☆ しじみちゃんねる☆(2009年~、YouTube)
- ニコ☆パラ(2010年、ニコニコ動画)
- せつないかもしれない(2010年5月〜レギュラー出演、ニコニコ動画)
- 分岐型マルチエンディング芝居「恐怖の配信」(2020年3月15日、Youtube)

## 執筆

### 連載コラム
- Barしじみ（2016年10月21日[132] - 2020年11月7日[133]、メンズサイゾー）